# Sopsum
Sopsum is een buurtschap in de gemeente Waadhoeke, in de Nederlandse provincie Friesland. De buurtschap ligt tussen Franeker en Achlum binnen het dorpsgebied van de laatste in de Achlumer Noorderpolder. Achlum bestaat uit een zevental adressen, voornamelijk boerderijen aan de gelijknamige weg. Voor de gemeentelijke herindelingen in 2018 lag Sopsum in de gemeente Franekeradeel.

## Geschiedenis
Rond 400 voor Christus ontstond een nederzetting op een kleine kwelderwal ten noorden van de Marneslenk.  Uit archeologisch onderzoek bleek dat een kwelderwal pas bewoond werd, nadat er een nieuwe kwelderwal aan de zeezijde was ontstaan, omdat deze nieuwe kwelderwal bescherming bood. Op de kwelderwal werden huisterpen opgeworpen tegen overstromingen. Sopsum is ontstaan op zo'n huisterp.
In 1433 werd de plaats geschreven als Sopsem, in 1514 als Sopsens en in 1542 als Sopsum. Op een kaart van rond 1700 was de plaats als nederzetting ingetekend, maar dan zonder naam. De plaatsnaam zou verwijzen naar de woonplaats (heem/um) van de persoon Soppe, wat ‘dapper met het mes’ betekent.

## Kleiwinning
Sopsum ligt op de grens van lichte klei in het noorden en zware kalkrijke knipklei in het zuiden. De klei werd gewonnen voor de aardewerkfabriek Koninklijke Tichelaar Makkum en de plaatselijke dakpannenfabriek. In 2022 werd het voormalige fabrieksgebouw van Tichelaar Makkum gebruikt als tijdelijk open atelier, waarbij  klei afkomstig uit Sopsum werd gebruikt. Ondanks de kleiwinning is er ook gewone akkerbouw in het gebied.
Steden, dorpen en gehuchten: Achlum · Baijum · Beetgum · Beetgumermolen · Berlikum · Blessum · Boer · Boksum · Deinum · Dongjum · Dronrijp · Engelum · Firdgum · Franeker · Herbaijum · Hitzum · Klooster-Lidlum · Marssum · Menaldum · Minnertsga · Nij Altoenae · Oosterbierum · Oude Leije (klein deel) · Oudebildtzijl · Peins · Pietersbierum · Ried · Ritsumazijl · Schalsum · Schingen · Sexbierum · Sint Annaparochie · Sint Jacobiparochie · Slappeterp · Spannum · Tzum · Tzummarum · Vrouwenparochie · Welsrijp · Westhoek · Wier · Winsum · Zweins

Buurtschappen: Arkens · Bonkwerd · De Vlaren · Dijkshoek · Doijum · Fatum · Hatsum · Het Hooghout · Kie · Kiesterzijl · Kingmatille · Klooster Anjum · Koehool · Laakwerd · Lutjelollum · Miedum · Nieuwebildtzijl · Oosterend · Oosthoek · Rewerd (deels) · Roptazijl (deels) · Salverd · Schildum · Sopsum · Stad Niks · Tolsum · Tritzum · Tjeppenboer · Vrouwbuurtstermolen (deels) ·  Weakens · Westerend · Zwarte Haan

Voormalige buurtschappen:Barrum · De Kampen · De Poelen · Dijksterhuizen · Franjumerburen · Holprijp · Koum · Langwerd · Teetlum · Memerd · War 

Friesland: Steden en dorpen      Nederland: Provincies · Gemeenten